# Zygaena exulans
Zygaena exulans is een vlinder uit de familie bloeddrupjes (Zygaenidae). De wetenschappelijke naam is voor het eerst geldig gepubliceerd in 1792 door Hohenwarth.
De soort komt voor in Europa.